# Nucșoară

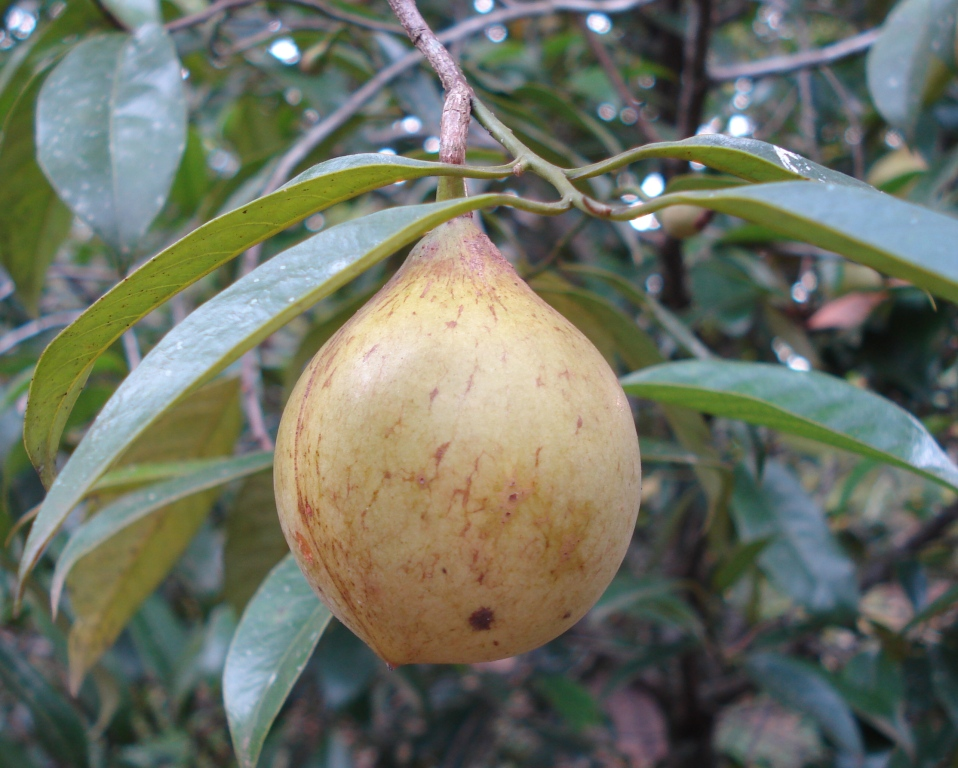
Nucșoară

Nucșoara este o sămânță mare ca o nucă rotundă, utilizată drept condiment. Arborele de nucșoară (Myristica fragrans), este veșnic verde și este originar din sud-estul Asiei și din Australasia. A fost una dintre cele mai scumpe mirodenii, fiind adusă în Evul mediu în Europa de către negustorii arabi, apoi olandezi și britanici.